# 西藏长叶松
西藏长叶松（学名：Pinus roxburghii）别名喜马拉雅长叶松（植物分类学报），是松科松属的植物。分布在不丹、印度（查谟-克什米尔邦、旁遮普邦、喜马偕尔邦、北阿坎德邦和锡金邦）巴基斯坦（西北邊境省和自由克什米爾）、阿富汗、尼泊尔以及中国大陆的西藏等地，它的生长高度低于其它喜马拉雅山脉松树，一般在500至2000米之间，偶尔达2300米，目前已由人工引种栽培。
西藏长叶松生长高大，可以达30至50米高，茎粗可达两米，偶尔可达三米。树皮红棕色，厚，在树干的基部有很深的缝，在树干高处则比较薄。树叶呈针状，每三根成一束，20至35厘米长，很与众不同地黄绿色。松塔椭圆柱状，12至24厘米长，5至8厘米粗，基部封闭。一开始绿色，24个月后成熟，呈棕色。它们于次年或者被野火加热后慢慢张开，放出种子。种子8至91毫米长，带有40毫米的翼，可以被风传送。
西藏长叶松在整个分布地区的变异不大。

## 应用
在它的家乡西藏长叶松常被种植取木，它是巴基斯坦北部、印度和尼泊尔最重要的林业树木之一。它偶尔也被用来作为装饰树木，被种植在炎热干旱地区的公园和花园里。它耐热耐旱的性能很受人赞赏。
西藏长叶松的树脂也被应用，它可以被用来蒸馏松节油和松香，其比例为75%松香和22%松节油，其它3%损失。
松节油主要在制药、香水工业中作为溶液，或者在制造人工松油、消毒剂、杀虫剂等时作为原料。它是生产萜烯最重要的原材料。萜烯在胶水、纸和橡胶中均有应用。
西藏长叶松的松香被用在纸、肥皂、化妆品、染料、清漆、橡胶和擦光工业中。此外它还被用在生产漆布、炸药、杀虫剂和消毒剂中。在烙锡中它被用来提高流动性，在啤酒工业中用来帮助产生泡沫。
目前印度的松香是进口的，因为进口树脂的质量比本地松香的强，价格低。松香质量主要由蒎烯含量决定。进口松香含75至98%的蒎烯，而西藏长叶松松香的蒎烯含量只有约25%。
印度北阿坎德邦的人对西藏长叶松有一些地方性的使用方法。
西藏长叶松长到一定程度后它下部的树皮可以简易地被大块地剥落，这样的树皮在结构上类似胶合板，但是没有胶合板的颗粒。当地铁匠使用它作燃料，另外当地人也用它来做其它物品。
死后西藏长叶松的木头会因为木头里的松香结晶而发生变化，这样的木头非常易燃，而且可以烧很上时间，燃烧时还会释放香味，因此当地人用它作燃料，甚至点灯。
秋季当地人收集落在地上的松针给牛用作睡觉的垫子。
由于西藏长叶松的木头相对于其它松柏比较脆弱，而且比较容易腐败因此它比较不适宜建筑。但是在地势比较低的地方往往别无选择。
由于西藏长叶松的落叶在树林的地面上形成一条厚厚的地毯因此其它植物很难在林地上生长。能够在这个环境里生长的植物包括杜鵑花。
蛾的毛虫至今为止所知只以西藏长叶松为食。